# Cantiere navale fratelli Orlando

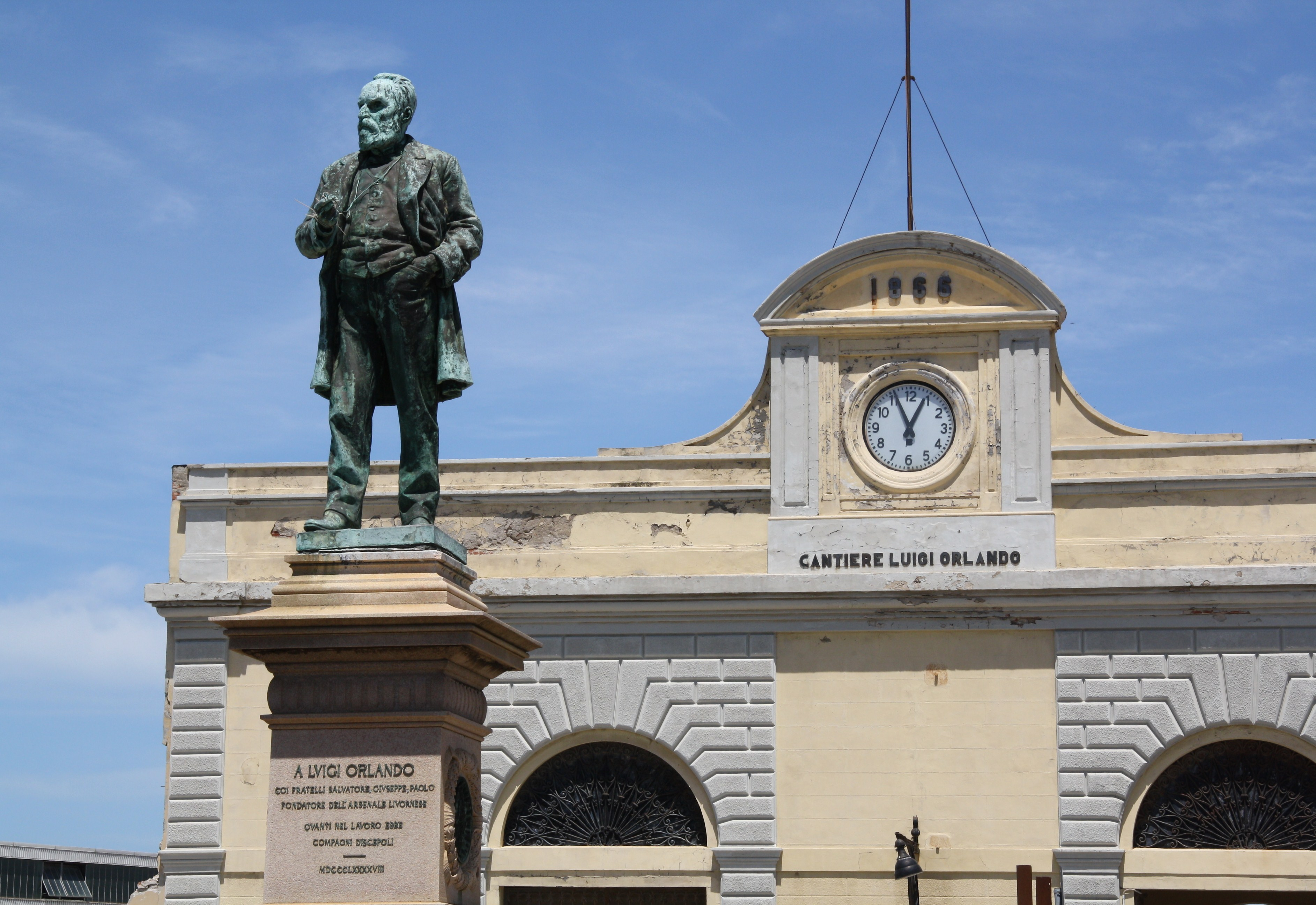
Monumento a Luigi Orlando e antico ingresso del cantiere

Il cantiere navale Fratelli Orlando è stato uno storico cantiere di Livorno, fondato nel XIX secolo e acquistato, a seguito di una crisi finanziaria, dalla società Azimut-Benetti.

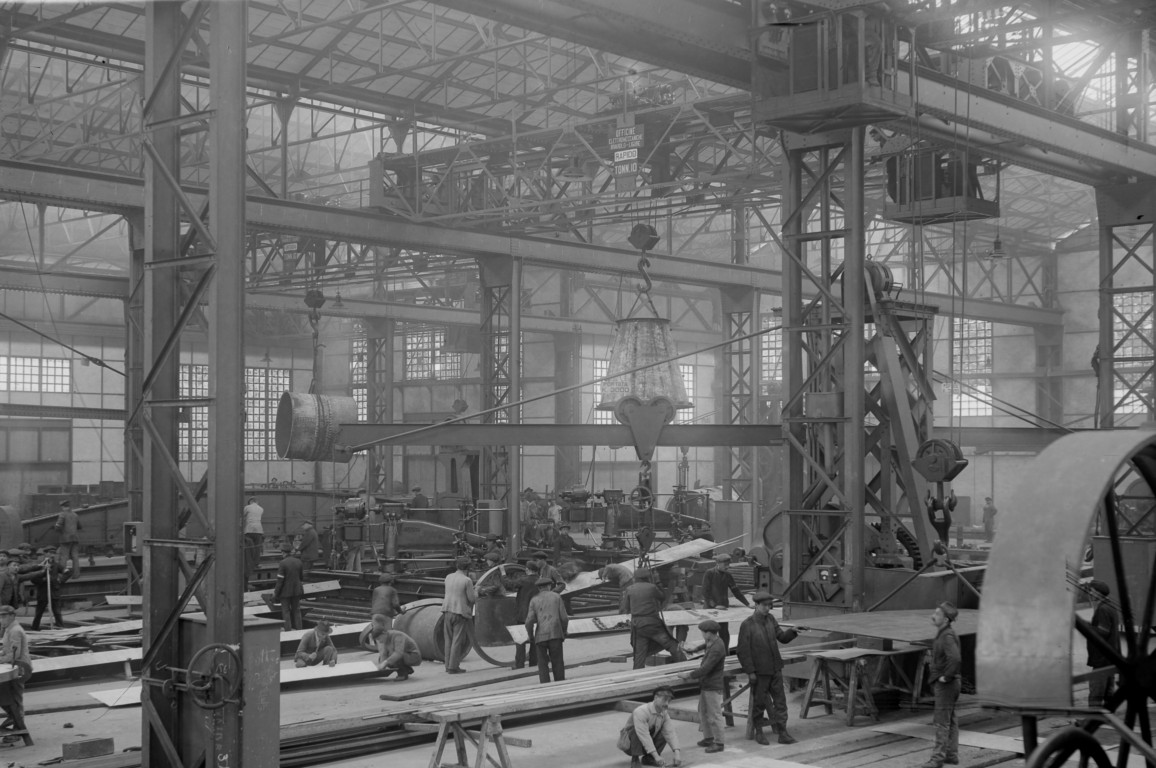
Interno dell'officina navale e operai al lavoro, 1917

## Storia

### Il lazzaretto di San Rocco
L'area su cui nell'Ottocento sorse il cantiere Orlando in precedenza aveva ospitato il lazzaretto di San Rocco.
Quest'ultimo era stato fondato nel 1590 dal granduca Ferdinando I de' Medici in sostituzione di una piccola struttura voluta da Francesco I che si trovava alla base del Fanale.
Successivamente, con la costruzione del cosiddetto molo di Cosimo, la zona intorno al lazzaretto fu profondamente trasformata, con la realizzazione di alcuni elementi difensivi a protezione del porto labronico.
Infatti, a metà del XVII secolo, l'attrezzatura sanitaria fu inglobata all'interno di una fortificazione a tenaglia, completamente circondata dalle acque del Fosso Reale e dalla quale dipartiva un canale di collegamento con il Lazzaretto di San Jacopo (1632).
Le opere militari furono erette intorno al lazzeretto da Annibale Cecchi (1643) e successivamente rafforzate da bastioni di terra (1649), con nuovi interventi eseguiti sia nel 1681, per ordine del governatore della città Marco dal Borro, sia durante l'occupazione spagnola del 1733.
Al suo interno, intersecato da canali (fosso delle coralline, fosso delle cuoia, fosso del Fanale), si trovavano vasti piazziali con parlatori, tettoie per le merci (del Fanale, dell'Oliva e Nuova), orti, una cappella dedicata a san Rocco (scomparsa).
L'attività del lazzaretto di San Rocco continuò fino al 1852: pochi anni dopo, con l'intervento dell'ingegner Tommaso Mati, fu ridotto a cantiere navale, mentre nel vicino Fosso Reale fu scavata una darsena che comportò l'abbattimento di alcune strutture difensive.

### Il cantiere navale Orlando

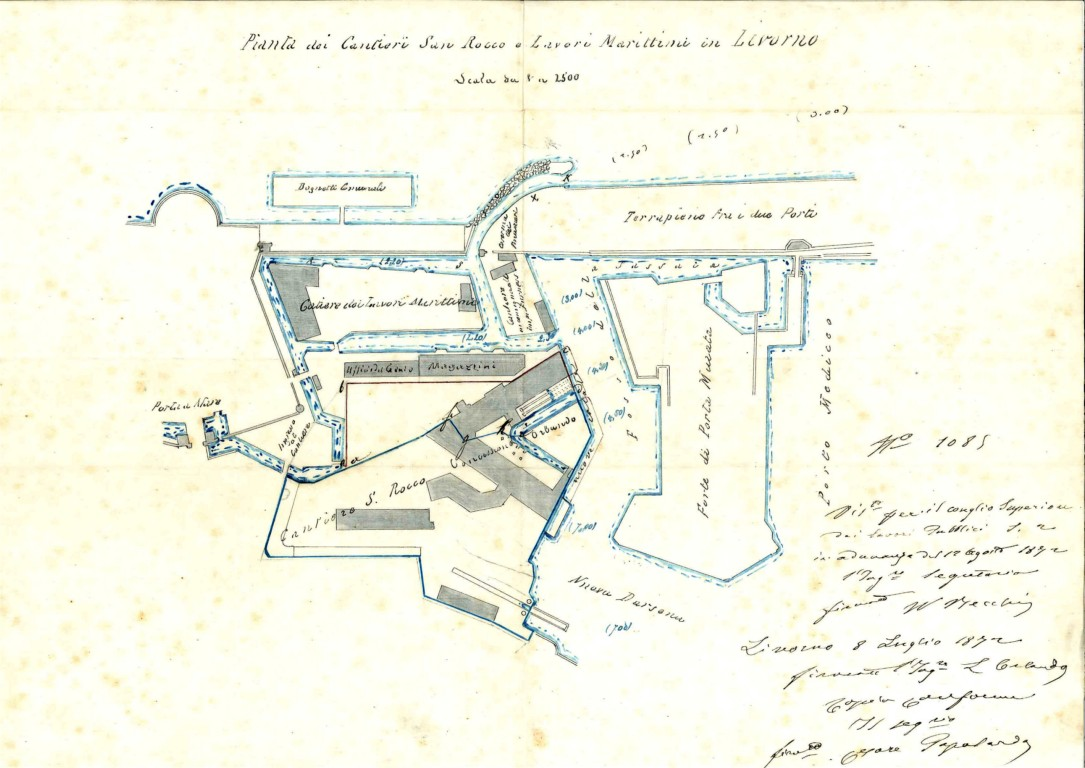
Pianta del cantiere navale, 1872

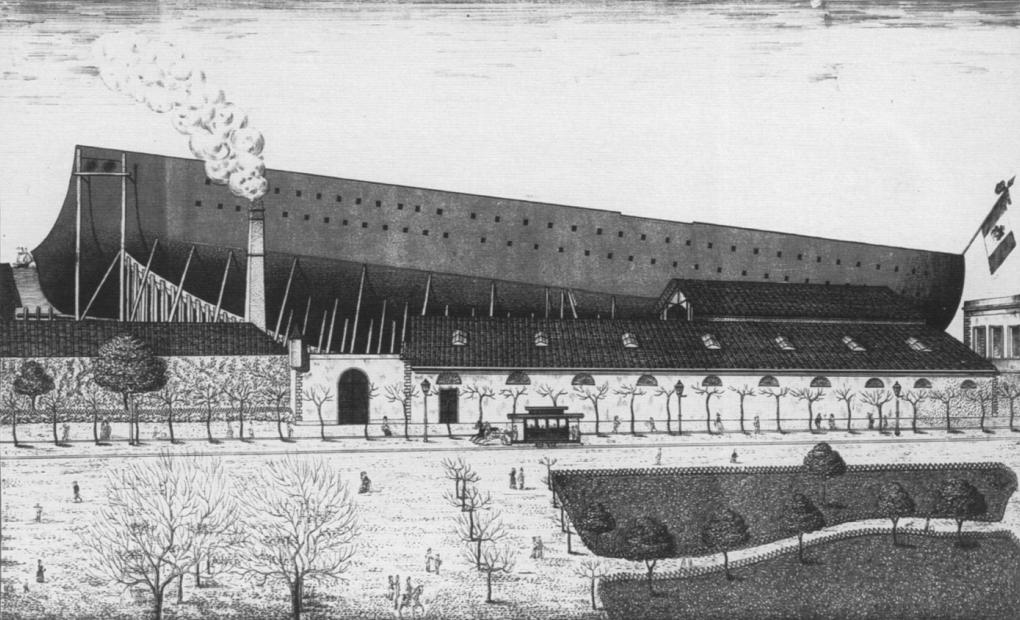
La corazzata Lepanto al Cantiere Orlando

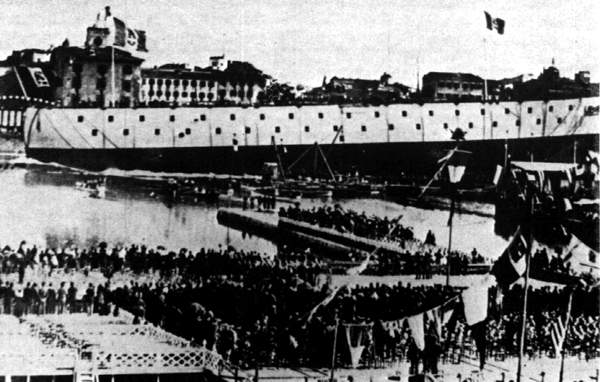
Il varo della Lepanto

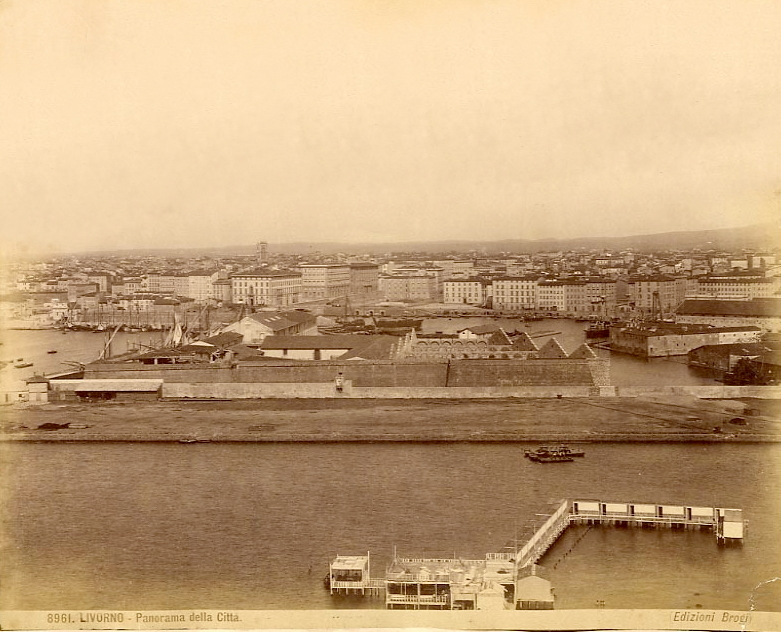
Foto d'epoca di Carlo Brogi con l'area del cantiere Orlando in primo piano

La concessione del cantiere fu, nel 1866, affidata ai fratelli Orlando, che in breve ne fecero un cantiere moderno e al passo con le altre nazioni europee, grazie alla costruzione di importanti corazzate militari. Il cantiere navale Fratelli Orlando venne fondato come società in nome collettivo. Gli Orlando erano quattro fratelli (Luigi, Salvatore, Paolo e Giuseppe) originari della Sicilia, già proprietari di una officina meccanica in Palermo ed emigrati a Genova, ove si erano dedicati alle costruzioni navali e all'industria meccanica; Luigi, prima di rilevare la fabbrica livornese, era stato direttore dell'arsenale di Genova, divenuto in seguito il cantiere Odero.
Per dare spazio alle nuove costruzioni che gli Orlando volevano creare, l'antico cantiere di San Rocco veniva ampliato e anche strutturalmente modificato per poter impiantare il nuovo stabilimento navale meccanico. Mentre venivano costruiti i nuovi scali, anche la mano d'opera, costituita fino ad allora da maestri d'ascia e calafati che realizzavano costruzioni navali in legno, subì una trasformazione dando origine a nuovi specialisti: i carpentieri in ferro. Grazie alle nuove officine e alla precisione dei lavori eseguiti in tempi assai brevi, al Cantiere furono commissionati lavori da tutta Italia e dalla stessa Regia Marina.
Tra le prime navi allestite nel cantiere labronico occorre ricordare la possente Lepanto (gemella dell'Italia), varata nel 1883 tra molte preoccupazioni a causa dell'inadeguatezza della darsena in cui sarebbe dovuta avvenire la discesa in mare.
La Lepanto fu interamente costruita nel Cantiere di Livorno, cioè completa in ogni sua parte e apparecchiatura, dimostrando come i cantieri italiani potessero fare a meno di valersi di manufatti esteri. Era la quarta delle quattro poderose corazzate gemelle progettate da Benedetto Brin, che entrarono a far parte della Marina Militare Italiana, costituendo una delle squadre navali più potenti per quel periodo.
Molti sono gli aneddoti legati a questo varo. I tecnici della Regia Marina, vista la situazione critica, avevano persino ipotizzato di smantellare la nave, mentre Salvatore Orlando diede ordine di disporre trasversalmente una serie di gomene così da rallentare la marcia dello scafo. Le cronache narrano che tanta era la tensione legata a questo evento, dal quale dipendeva il futuro del cantiere stesso, che Salvatore Orlando presenziò al varo con una rivoltella in tasca per togliersi la vita in caso di insuccesso.
Il felice esito del varo portò al concretizzarsi di un'ulteriore serie di commesse provenienti anche dall'Argentina e dal Portogallo.
Parallelamente, con la costruzione del più grande Scalo Morosini, il cantiere fu in grado di far fronte anche alle lavorazioni più impegnative.
L'importanza del cantiere crebbe notevolmente, tanto che, nel 1886 gli operai erano ben 1 140, ma numerosi erano anche gli addetti in industrie legate alla cantieristica, come la società metallurgica italiana. Questa progressiva industrializzazione, che interessò soprattutto le aree a nord della città, segnò il superamento della crisi legata all'abolizione del porto franco (1868).
Nel 1897 moriva Luigi Orlando, il fondatore del cantiere. Praticamente da quella data e con la nuova gestione, il cantiere cominciò ad avere un calo nelle produzioni navali, dovuto comunque a un periodo di stasi nel mercato produttivo.
Nonostante tale sfavorevole congiuntura, si concentrarono le energie nell'accrescimento e nel miglioramento tecnico del cantiere, che si troverà pronto alla ripresa della produzione, quando, nel 1904, dalla fusione con il gruppo Alti Forni, Acciaierie e Fonderie di Terni, verrà costituita la società in accomandita semplice Fratelli Orlando e C. e la denominazione ufficiale cambiò in "Cantiere Navale Fratelli Orlando & C."e successivamente in società anonima "Cantieri Navali Orlando" nel 1925.
Negli anni dal 1897 al 1914 solo poche navi furono costruite per la Marina Italiana, tra cui l'incrociatore corazzato Varese, 1899, e la Regia Nave Pisa, 1907. Il resto della produzione navale fu principalmente richiesto dalle marine estere, tra cui spicca per l'Argentina l'incrociatore corazzato General Belgrano, 1897, per la Grecia l'incrociatore corazzato Averoff, 1910, appartenente alla Classe Pisa.
Nel 1912, a seguito del fallimento della ditta Cantieri Gallinari, gli Orlando acquisirono l'attiguo arsenale, sanandone i debiti, e rilevando le strutture, i macchinari, le concessioni dei terreni e le commesse, tra cui il motoyacht Makook III, 1914, per il Chedivè d'Egitto ʿAbbās Ḥilmī, apportando alcune modifiche e migliorando il progetto originale Gallinari.
Un settore importante dell'attività cantieristica fu quello delle navi militari, con la costruzione di sommergibili, cacciatorpediniere, incrociatori corazzati, motobarche siluranti. Durante la prima guerra mondiale, ad esempio, furono realizzati i MAS, 1916, Motobarche armate siluranti, una variante del primo progetto realizzato nello stabilimento SVAN di Venezia, utilizzate dalla Regia Marina Italiana come scorta convogli e vigilanza antisommergibili.

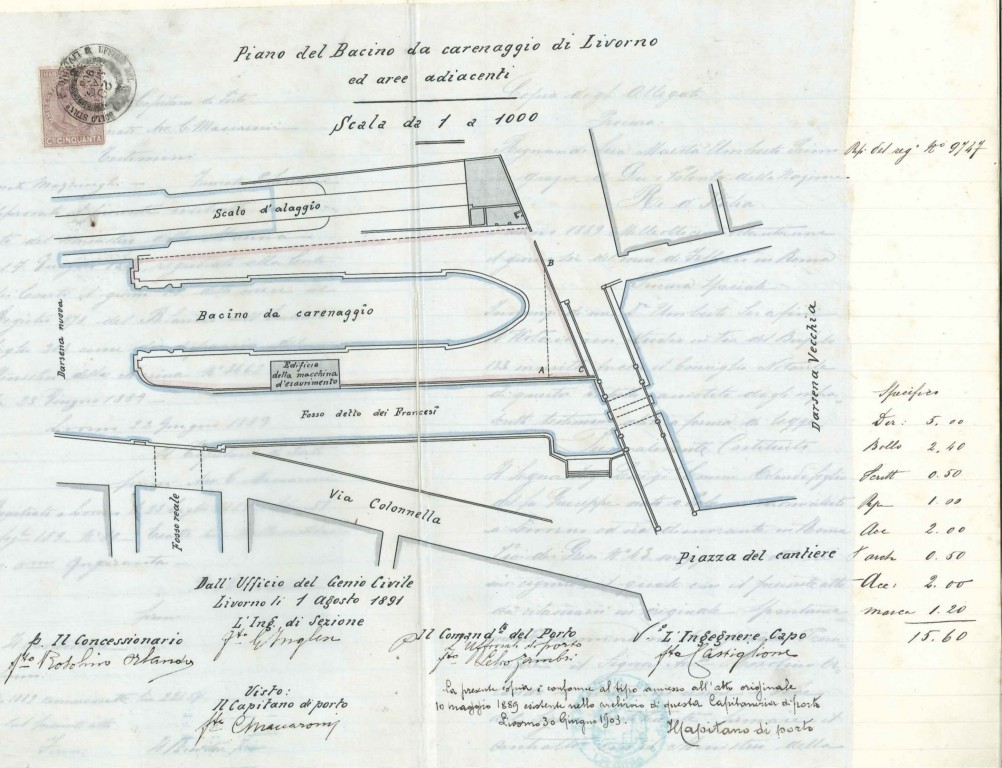
Bacino di carenaggio, concessione per esercizio e processo verbale di consegna, Livorno 1891
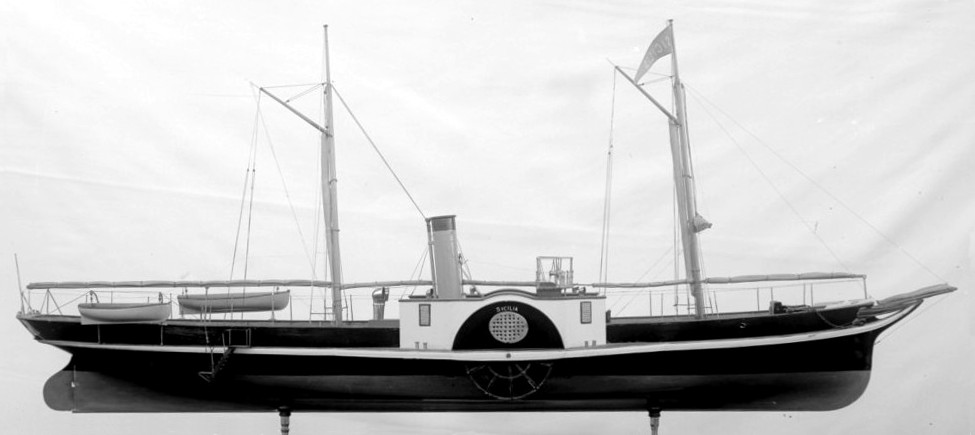
Modello originale del piroscafo Sicilia, primo piroscafo costruito interamente in ferro dal Cantiere navale Fratelli Orlando, 1854
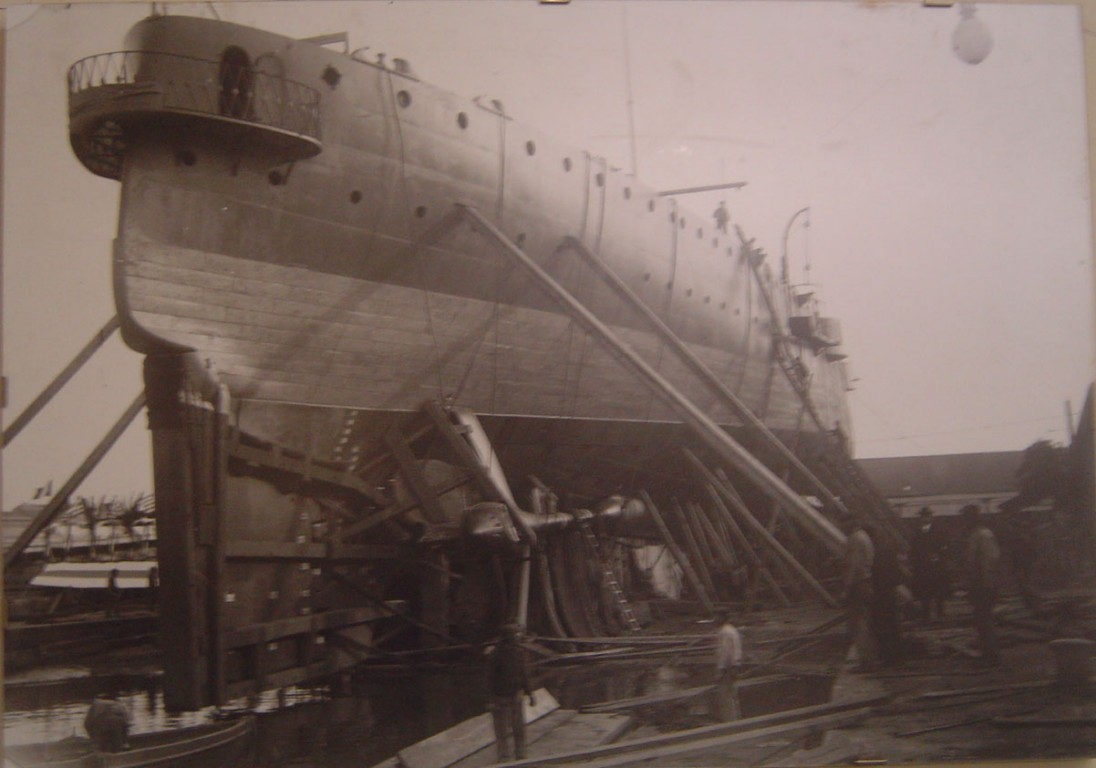
L'incrociatore corazzato Georgios Averof in costruzione, 1911

### Cantiere OTO

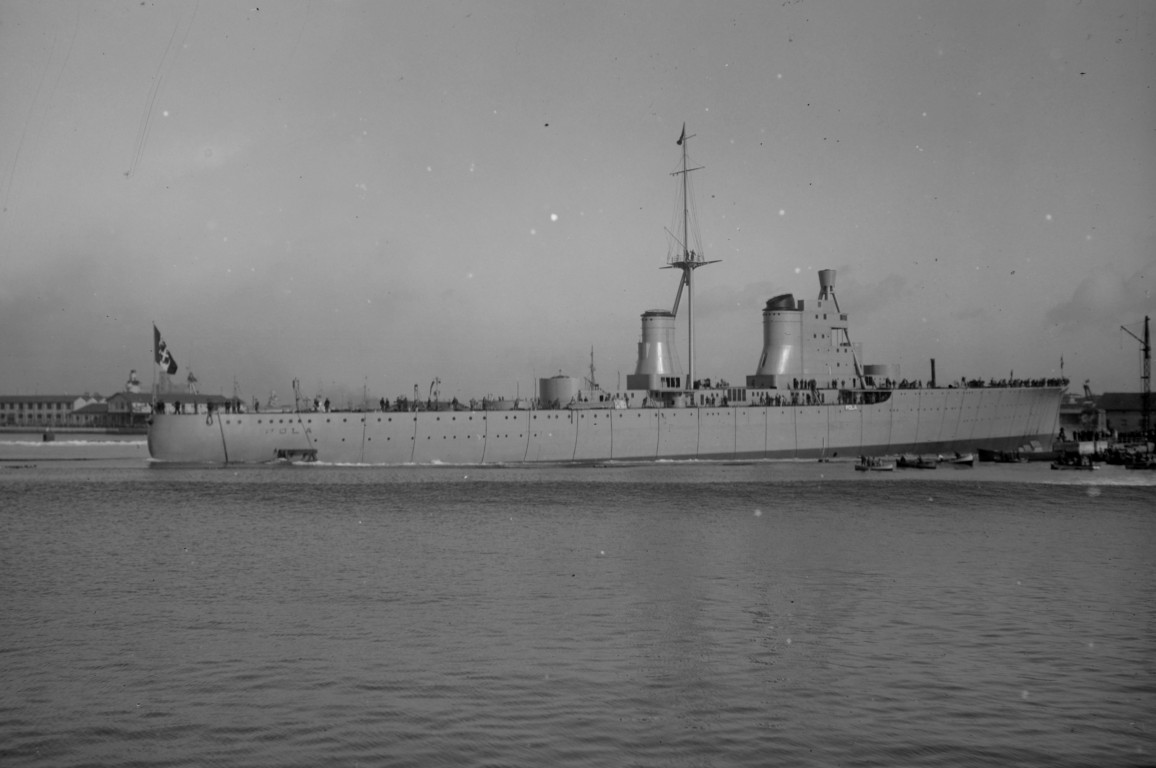
Varo dell'incrociatore Pola, 1931

Nell’ottobre 1922, tra le prime misure che il nuovo governo fascista prese, vi fu il potenziamento e il rinnovamento della Marina Militare. Per far fronte a tali esigenze, la Marina commissionò al Cantiere una serie di nuove costruzioni navali, primo fra tutti l’incrociatore pesante Trento, varato il 4 ottobre 1927, la più lunga nave da guerra mai costruita in Italia. Il similare ARA Veinticinco de Mayo, primo di un'omonima classe, fu varato il 29 novembre 1927 per conto della Marina argentina.

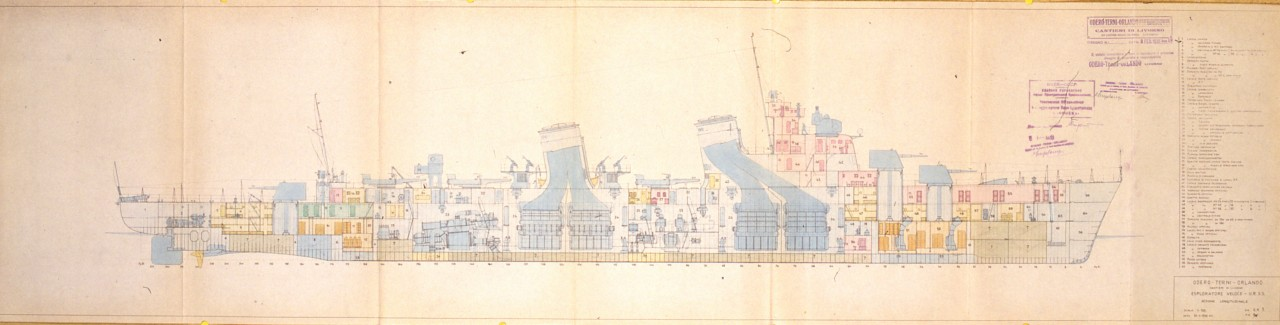
Sezione longitudinale dell'esploratore veloce Taškent, realizzato nel 1937 per la Marina sovietica

Nel 1925 l'impresa si trasformò da società in nome collettivo in società anonima. 
Nonostante il prestigio che le nuove commesse avevano dato al cantiere navale, le spese furono tali che portarono la società sull’orlo del fallimento. Per sostenere il deficit del cantiere, nel 1930 le Acciaierie Odero di Terni incorporarono la società dando origine alla Odero-Terni-Orlando Cantieri di Livorno.
In seguito alla fusione con l'"Odero-Terni", proprietaria del cantieri del Muggiano, delle "Officine Meccaniche Vickers-Terni" di La Spezia e dei cantieri Odero di Genova la denominazione del cantiere divenne Odero-Terni-Orlando con direzione amministrativa a Genova. Con la costituzione dell'IRI nel 1933, il cantiere entrò a far parte delle società a partecipazione statale.
In questo periodo numerose furono le realizzazioni dello stabilimento, come gli incrociatori pesanti Gorizia, nel 1930, e Pola, nel 1931, l'intera classe di cacciatorpediniere Poeti diversi cacciatorpediniere della classe Soldati, tra cui l'unità capoclasse Camicia Nera, nel 1938. In questo periodo il cantiere dette prova di aver raggiunto un'elevata capacità nelle costruzioni navali, e vi furono anche realizzazioni per marine estere in particolare la realizzazione dell'esploratore veloce Taškent, realizzato nel 1937 per la Marina sovietica.

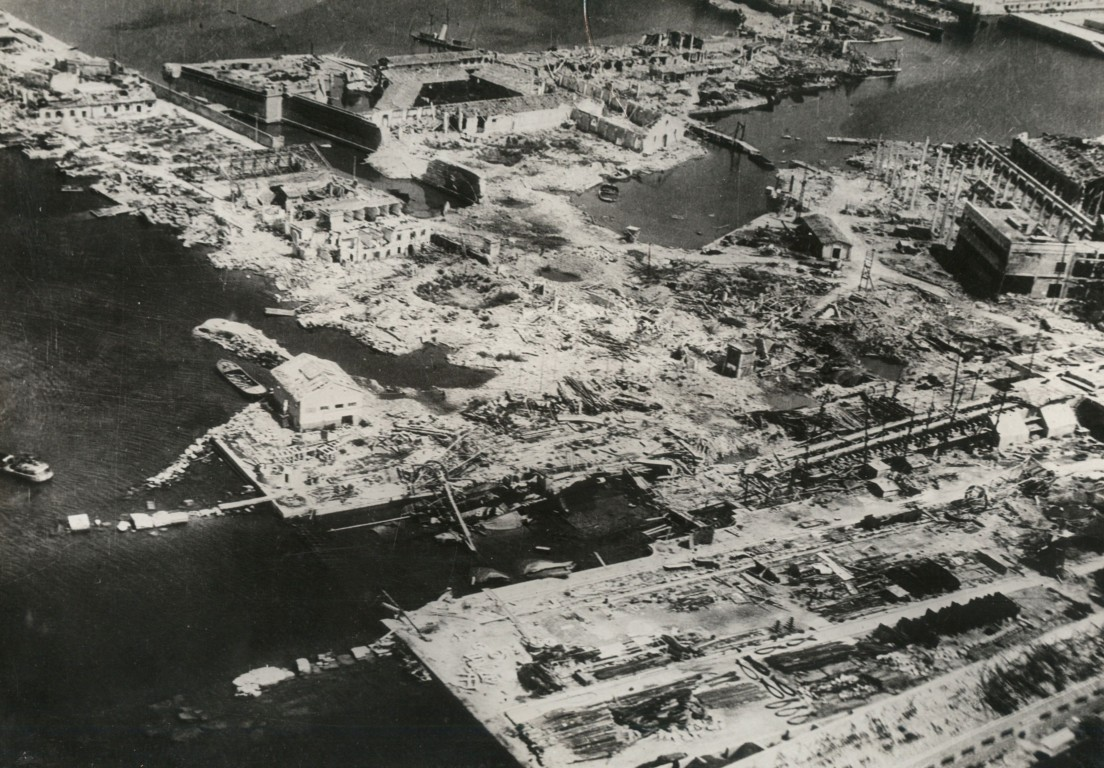
Ripresa aerea del Cantiere Orlando e della zona dello scalo Morosini dopo i bombardamenti effettuati durante la ricognizione aerea statunitense, 1944

Nel corso della seconda guerra mondiale i catastrofici bombardamenti causarono danni ingentissimi all'intera struttura, quasi completamente distrutta. Il 28 maggio del 1943 i bombardieri statunitensi sganciarono centinaia di bombe sulla città di Livorno, colpendo a più riprese gli stabilimenti. Per non fermare la produzione, le officine meccaniche furono spostate presso gli stabilimenti della SICE, altre officine presso l'Accademia navale, mentre gli uffici e la direzione presso un edificio ad Antignano. In seguito alle vicende che seguirono l'armistizio dell'8 settembre, il cantiere venne occupato dai tedeschi, che vi rimasero fino all'arrivo delle truppe statunitensi nel luglio del 1944.
Nel dopoguerra furono quindi avviati i lavori di ricostruzione, che procedettero tra molte difficoltà, legate soprattutto all'opposizione della direzione generale alla riapertura del cantiere labronico. Tuttavia, grazie al contributo di tutti i lavoratori e dell'intera città, l'IRI stanziò un finanziamento per la ricostruzione dello Scalo Morosini, i cui lavori cominciarono nel 1949, mentre il cantiere, insieme a quello del Muggiano, venne incorporato dall'Ansaldo.

### Cantiere Ansaldo
Sotto la nuova gestione il cantiere assunse la denominazione "Ansaldo S.p.A. - Stabilimento Luigi Orlando". In quegli anni circa duemila dipendenti lavorarono alla costruzioni di navi quali il peschereccio oceanico Mafalda, la turbocisterna Mino D'Amico, le petroliere Adriana Fassio e Antonietta Fassio, la motonave Tito Campanella e i cacciatorpediniere Indomito e Intrepido.
A questa fase di intensa attività seguì, a partire dagli anni sessanta, un periodo di crisi che portò a un ridimensionamento del cantiere, con i dipendenti in eccesso che furono trasferiti in un nuovo stabilimento di carpenteria metallica a Guasticce (la CMF, oggi riconvertita ad altri usi), nel comune di Collesalvetti.

### Cantiere navale Luigi Orlando S.p.A.
In seguito alla progressiva dismissione dell'attività cantieristica da parte dell'Ansaldo, nel 1963 venne costituita la "Cantiere navale Luigi Orlando S.p.A." che rese al cantiere l'antica autonomia e il nome. In questo periodo venne finanziato e realizzato il vecchio progetto della costruzione di un grande bacino di carenaggio ad alto fondale, così da compensare la perdita dei posti di lavoro. Iniziato nel 1967 e terminato nel 1975, il bacino, il maggiore di tutto il mar Tirreno, permise le riparazioni di grandi navi fino a 300 000 TPL, mentre la costruzione delle navi si concentrò sul piccolo Scalo Umbria.
Negli anni dal 1966 al 1982 la produzione rallentò notevolmente. Furono infatti realizzate numerose motonavi traghetto adibite al trasporto automezzi e passeggeri e piccolo naviglio per il trasporto di prodotti petroliferi, ma le realizzazioni si riducevano sempre di più, le perdite aumentarono, e la società non fu in grado di affrontare una ristrutturazione e un risanamento dei conti economici. Per risollevare le sorti del cantiere i soci decisero di fare confluire lo stabilimento nella Fincantieri.

### Fincantieri
Il passaggio alla Fincantieri avvenne il 1º gennaio 1984. La denominazione venne cambiata in "Fincantieri Cantieri Navali Italiani S.p.A. - Stabilimento di Livorno". La Fincantieri aveva intrapreso una politica di gestione dei propri stabilimenti dividendoli in quattro settori: mercantile, militare, riparazioni e motoristica. La strategia della società era quella di competere sul mercato internazionale con la costruzione di traghetti veloci che lo stabilimento di Livorno non era strutturalmente in grado di impostare, essendo l'unico scalo agibile lo Scalo Umbria, poco adatto a tali costruzioni.
Negli anni novanta si manifestò un'ulteriore, quanto preoccupante, flessione dell'attività cantieristica e la Fincantieri decise, nel 1995, la chiusura dello stabilimento di Livorno, quando, per limitare i costi, scelse di ridurre il numero dei propri cantieri.

### La società cooperativa
In seguito alla decisione della chiusura del cantiere da parte della Fincantieri furono gli stessi lavoratori a rilevare la proprietà, acquistando lo stabilimento; con il sostegno delle organizzazioni sindacali e degli enti pubblici e privati, dopo essersi costituiti nel 1996 in società cooperativa a responsabilità limitata (s.c.r.l.) con la denominazione di "Cantiere Navale Fratelli Orlando S.c.r.l.", avviarono una breve autogestione della fabbrica, con la ripresa dell'attività sullo Scalo Morosini gestendo autonomamente l'intero processo produttivo, dalle costruzioni navali alle riparazioni. Dal 1996 al 2002, la cooperativa si dedicò in particolare alla costruzione di motonavi cisterne per il trasporto dei prodotti chimici e petroliferi, nonché a navi traghetto. Tuttavia non bastarono i sacrifici dei lavoratori e il loro ottimismo, per contrastare una crisi dovuta a molteplici fattori, che portò, nel 2002, alla cessazione della società cooperativa. Tra questi: l'accordo internazionale stipulato nel 1996 sancì l'eliminazione del contributo statale alle costruzioni navali; la crisi nel mercato della cantieristica navale dovuta alla caduta della domanda e alla concorrenza asiatica; la mancanza di una tradizione imprenditoriale nella gestione della cooperativa; la scelta di intraprendere la costruzione di due grandi traghetti per il trasporto passeggeri della Corsica Ferries, che causò una grossa perdita finanziaria. Il varo dei grandi traghetti Mega Express e Mega Express Two coincise con l'ultimo atto dello storico cantiere Orlando.

### Il Cantiere Benetti e la Porta a Mare

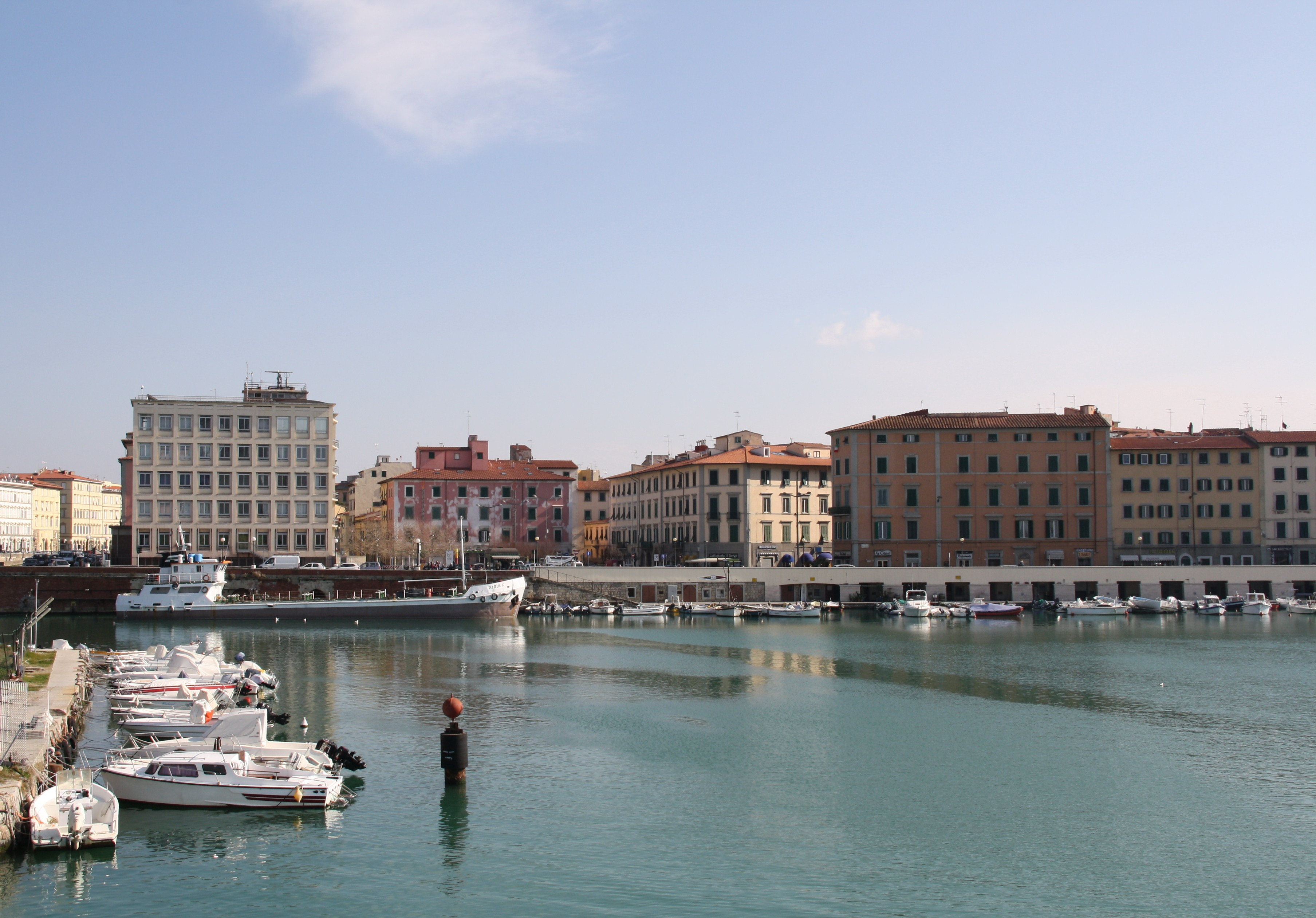
La Darsena Nuova dopo le trasformazioni nell'ambito della realizzazione della Porta a Mare

In seguito alla crisi finanziaria della precedente gestione, nel 2003 il cantiere divenne proprietà della società Azimut-Benetti.
Oggi la produzione è incentrata sui megayacht e il cantiere si estende su una superficie di 260 000 metri quadrati; il primo varo della nuova gestione risale al 2005, con il lussuoso Galaxy (56 metri di lunghezza).
La concentrazione delle attività produttive presso lo Scalo Morosini (smantellato per consentire la costruzione di alcuni capannoni) ha permesso di avviare la trasformazione urbana delle aree adiacenti alla piazza Mazzini, dove sorgerà il quartiere di Porta a Mare.
Il progetto, redatto dallo studio Isola di Torino, prevede la realizzazione di alcuni edifici commerciali e residenziali in luogo dello storico Scalo Umbria, la riapertura di parte del citato Canale dei Lazzaretti e il recupero delle vicine fortificazioni.
In particolare, il restauro del Fortino del Fanale permetterà di ripristinare, almeno in parte, il sistema di fossati che fino alla seconda guerra mondiale cingevano questa struttura difensiva.
Del cantiere, oltre alla palazzina degli uffici su piazza Mazzini, sarà mantenuto anche il monumentale varco d'accesso, a due fornici e preceduto dal Monumento a Luigi Orlando, nonché una porzione dello scalo Umbria e il fabbricato delle officine storiche.

## Archivio
L'archivio dei Cantieri Orlando, comprendente la documentazione prodotta delle varie società che hanno nel tempo gestito i cantieri, è conservato presso l'Archivio di Stato di Livorno nel fondo omonimo (estremi cronologici: 1875 - 1969).